# 阿波罗14号
阿波罗14号（英語：Apollo 14）是美国国家航空航天局阿波罗计划的第八次载人任务和第三次登月任务，也是首次登陆月球高地。阿波罗14号是最后一次“任务”，出于科学目的在月球特定地点着陆，停留两天并执行两次月球舱外活动（又称月球漫步）。
任务原计划在1970年执行，但因阿波罗13号事故及随后的调查推迟，航天器因此修改。北美东部时区1971年1月31日（星期日），因天气原因延迟40分2秒后，指令长艾伦·谢泼德、指令舱驾驶员斯图尔特·罗萨和登月舱驾驶员艾德加·米切尔在下午4点03分02秒随火箭升空，开始执行为期九天的任务。登月期间，乘组克服多种故障，若非如此，任务很可能也会失败告终，进而整个阿波罗计划都可能因连续两次任务失败提前中止。
2月5日，谢泼德和米切尔乘登月舱在阿波罗13号的原定着陆点弗拉·毛罗高地降落。宇航员在两次月球漫步期间共收集43公斤月岩并部署科学实验。两人未能按计划抵达圆锥环形山边缘，虽然相差距离不远，但还是令部分地质学家深感失望。谢泼德将两枚高尔夫球和球棍带上月球，阿波罗14号任务最知名的时刻便是他在月球上打高尔夫。
谢泼德和米切尔前往月球期间，罗萨留在绕月飞行的服务与指令舱做科学实验并为月球拍照，其中包括将来阿波罗16号任务的着陆点。他携带成百上千的种子飞上太空，其中许多回到地球时已经发芽（所谓月亮树便由此而来），随后几年种在世界各地。登月舱从月面起飞并与指令舱顺利对接，航天器飞回地球，三名宇航员于2月9日在太平洋安全溅落。

## 乘组和关键任务控制人员
| 岗位         | 宇航员                         | 宇航员                         |
| ------------ | ------------------------------ | ------------------------------ |
| 指令长       | 艾伦·谢泼德 第二和最后一次飞行 | 艾伦·谢泼德 第二和最后一次飞行 |
| 指令舱驾驶员 | 斯图尔特·罗萨 第一和唯一次飞行 | 斯图尔特·罗萨 第一和唯一次飞行 |
| 登月舱驾驶员 | 艾德加·米切尔 第一和唯一次飞行 | 艾德加·米切尔 第一和唯一次飞行 |

阿波罗14号任务指令长艾伦·谢泼德是水星计划七人宇航员，1961年5月5日成为首位经亚轨道飞行进入太空的美国人。此后他因耳部疾病美尼尔氏综合症停飞，担任宇航员办公室主任，在1968年的手术成功后恢复飞行资格。谢泼德登月时已47岁，不但是最年长的月球访客，也是飞行时最年长的美国宇航员。
指令舱驾驶员斯图尔特·罗萨执行阿波罗14号任务时37岁，曾是空降消防员，后于1953年加入美国空军。成为战斗机驾驶员后，他于1965年在加利福尼亚州爱德华兹空军基地顺利完成航空研究飞行员学校培训，次年入选第五组宇航员。他还曾是地面控制中心与阿波罗九号宇航员交流的航天舱通讯员。登月舱驾驶员艾德加·米切尔执行本次任务时40岁，于1952年加入美国海军，两年后开始驾驶战斗机。在航空母航战斗机中队服役一段时间后，他返回本土在海军继续深造，同样在完成航空研究飞行员学校培训后入选第五组宇航员。米切尔曾是阿波罗九号支持人员，还是阿波罗十号的替补登月舱驾驶员。
飞行任务成员办公室主任、水星计划七人成员迪克·斯雷顿本将谢泼德等三人指定为阿波罗13号乘组，但美国国家航空航天局高管认为谢泼德1961年后就再没进过太空，需要更多训练时间，所以安排三人执行阿波罗14号任务。原本的阿波罗14号组员，指令长吉姆·洛弗尔、指令舱驾驶员肯·马丁利和登月舱驾驶员弗莱德·海斯成为阿波罗13号主乘组，三人还曾是阿波罗11号替补组员。
阿波罗十号的替补指令长戈尔登·库勃也是水星计划七人成员，曾是预计的阿波罗13号指令长人选，但最终未能入选，据作家安德鲁·柴金（Andrew Chaikin）记载，这主要是因为他对待训练过于随意。阿波罗十号替补指令舱驾驶员唐·埃斯利同样未能获得再度执行阿波罗任务的机会，这很可能是因为他执行阿波罗7号任务期间的失态举动，以及事后搞到焦头烂额的离婚。
阿波罗14号的替补组员包括指令长尤金·塞尔南、指令舱驾驶员罗纳德·埃万斯和登月舱驾驶员约瑟夫·恩格。塞尔南和埃万斯后来成为阿波罗17号主乘组，恩格的位置由哈里森·施密特取代，这主要是因为航空航天局受到很大压力要把科学家送上月球（施密特是地质学家），而且阿波罗17号是最后一次登月飞行任务。恩格曾驾驶X-15試驗機飞抵外太空边缘，后于1981年驾驶航空航天局的哥伦比亚号航天飞机重返蓝天，执行航天飞机任务。
水星和双子座计划期间，每次任务都包括主要和替补两组人员。各乘组都应派人参加会议，但阿波罗九号指令长詹姆斯·麦克迪维特认为部分乘组未能做到，所以从阿波罗计划开始增加人称支持团队的第三组宇航员。支持团体成员通常资历较浅，负责整理并及时更新任务规则、飛行計劃和检查清单。阿波罗14号的支持团体包括菲利普·查普曼、布鲁斯·麦坎德利斯、威廉·波格及戈尔登·福勒顿。
埃万斯、麦坎德利斯、福勒顿和海斯负责在任务控制中心同宇航员通话。海斯参与的阿波罗13号任务因故障中止，未能抵达月球，但他的训练对阿波罗14号宇航员很有参考价值，两次任务着陆月球的位置相同。如果阿波罗13号一切顺利，海斯就能取代米切尔成为登上月球的首位第五组宇航员。
阿波罗计划的飞行主管负责“采取任何必要措施确保乘组安全和任务成功”，阿波罗14号的飞行主管包括：皮特·弗兰克（Pete Frank，橙队）、格林·伦尼（Glynn Lunney，黑队）、米尔特·温德勒（Milt Windler，栗队）和杰拉尔德·格里芬（Gerald D. Griffin，金队）。

## 规划和训练

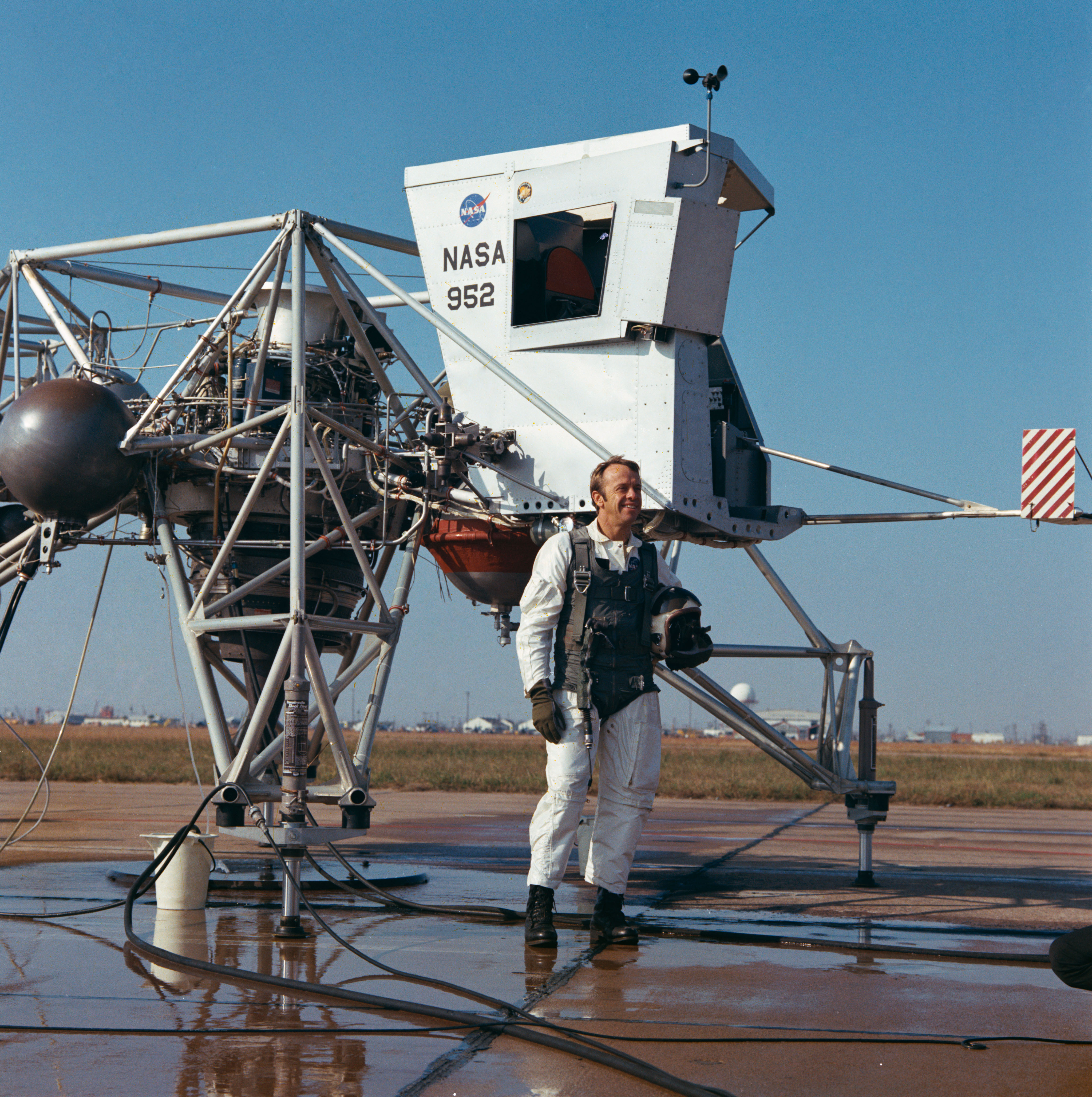
谢泼德站在用于模拟着陆的登月着陆训练机前

阿波罗13和14号的主要和替补人员都在1969年8月6日公布。阿波罗14号原计划在1970年7月执行，但这年一月预算削减导致阿波罗20号任务取消，航空航天局决定每年执行两次阿波罗任务，其中阿波罗13号在这年四月发射，阿波罗14号计划在十或十一月开始。
阿波罗13号的事故引发调查，阿波罗14号再次推迟。1970年5月7日，航空航天局局长托马斯·潘恩（Thomas O. Paine）宣布阿波罗14号发射至少要推迟到12月3日，着陆点与阿波罗13号原订地点接近。阿波罗14号的宇航员继续训练。发布事故报告后，航空航天局认为有必要研究如何修改航天器，因此在同年6月30日宣布阿波罗14号至少推迟至1971年1月31日开始。
阿波罗14号乘组接到任务后一起训练达19个月，创下阿波罗计划人员共同训练时长新纪录。除标准训练外，他们还必须监督阿波罗13号事故调查后对服务与指令舱的变更，谢泼德安排罗莎监督大部分修改过程。据米切尔事后回忆：“我们心知肚明，如果这次任务也失败——不得不原路返回——阿波罗计划很可能就完了。航空航天局绝对顶不住连续两次任务失败的打击。我们感到责任重大，必须成功。”
阿波罗14号原计划在澄海利特罗陨石坑附近着陆，科学家根据地貌估计这里有火山。计划在弗拉·毛罗高地圆锥环形山附近着陆的阿波罗13号因故障提前中止，航空航天局认为在圆锥环形山着陆比利特罗陨石坑更具科研价值。弗拉·毛罗高地源自形成雨海的撞击事件，由撞击产生的喷射物构成，科学家希望取得月球地下深处的样本。圆锥环形山同样是深度撞击事件产物，但比弗拉·毛罗高地年轻，这里规模庞大，足以掀开雨海撞击事件以来积累的碎片，地质学家希望取样断代。航天器在弗拉·毛罗高地着陆前后还能从绕月轨道拍摄候选着陆点笛卡尔高地的照片，这里之后成为阿波罗16号的着陆点。后来的阿波罗计划都没有前往利特罗陨石坑，只有阿波罗17号着陆的陶拉斯-利特罗谷较为靠近。与阿波罗13号的原订着陆点相比，阿波罗14号着陆点距圆锥环形山略近。
着陆点变更后，阿波罗14号乘组接受的地质训练随之改变。宇航员本在地球各地火山训练，后改为陨石坑，如西德莱斯陨石坑（Nördlinger Ries）和亚利桑那州佛得谷（Verde Valley）的人造陨石坑宇航员训练场。谢泼德对参与训练热情不大，米切尔的情绪也受到显著影响，所以训练效果有限。哈里森·施密特认为，指令长当时心有隐忧，估计是十年没有参加过太空飞行，以及阿波罗13号近乎灾难的失败后确保新任务成功的心理压力。

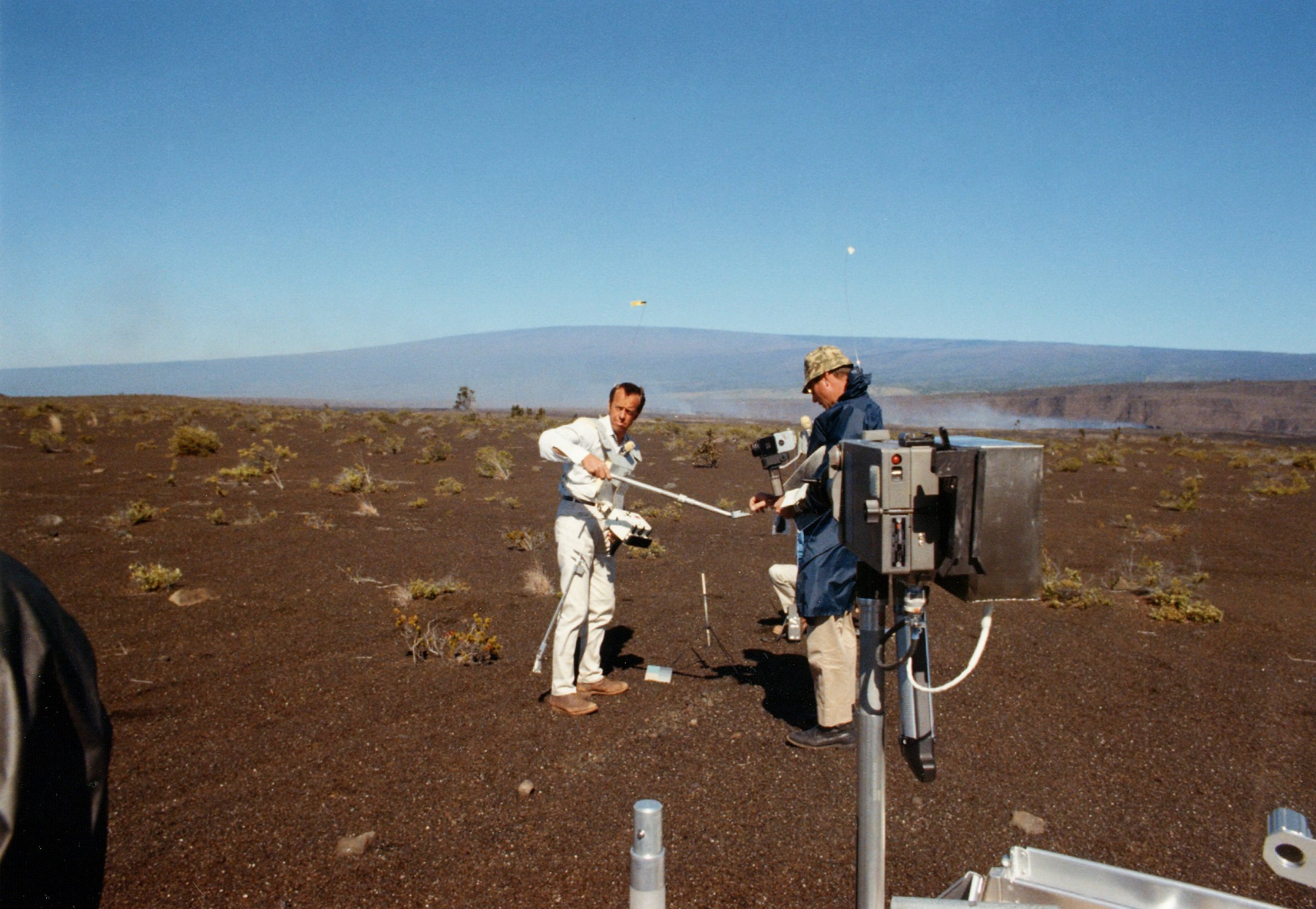
参加地质训练的谢泼德（左）和米切尔

罗萨的任务是在绕月轨道观察月球并拍照，只需接受轨道飞行等训练。他对地质学家法鲁克·埃尔巴兹（Farouk El-Baz）训练阿波罗13号指令舱驾驶员马丁利的做法很满意，请埃尔巴兹来训练他。两人仔细研究月球地图上服务与指令舱会经过的区域。谢泼德与米切尔前去地质训练时，罗萨就乘飞机在训练地点上空拍照和观察。罗萨乘坐埃尔巴兹驾驶的T-38教练机观察，飞行高度和速度同服务与指令舱在月球上空飞行契合。
阿波罗13号存在的另一个问题是最后时刻因传染病调整乘组。为防同类情况再发，航空航天局为阿波罗14号任务制订飞行乘组健康稳定计划。从火箭发射前21天开始，组员就住在佛罗里达州肯尼迪航天中心的宿舍，只能与配偶、替补组员、任务技术员及其他直接参与训练的人员接触。上述人员均需接受身体检查并接种疫苗，组员活动范围尽可能限制在肯尼迪航天中心和附近地点。
服务与指令舱于1969年11月19日送抵肯尼迪航天中心，登月舱上升段21日抵达，下降段三天后送到，接下来是设备检查、测试和安装。1970年11月9日，顶部装有阿波罗太空船的运载火箭从航天器裝配大樓运到39A号发射台。

## 硬件设施

### 阿波罗太空船

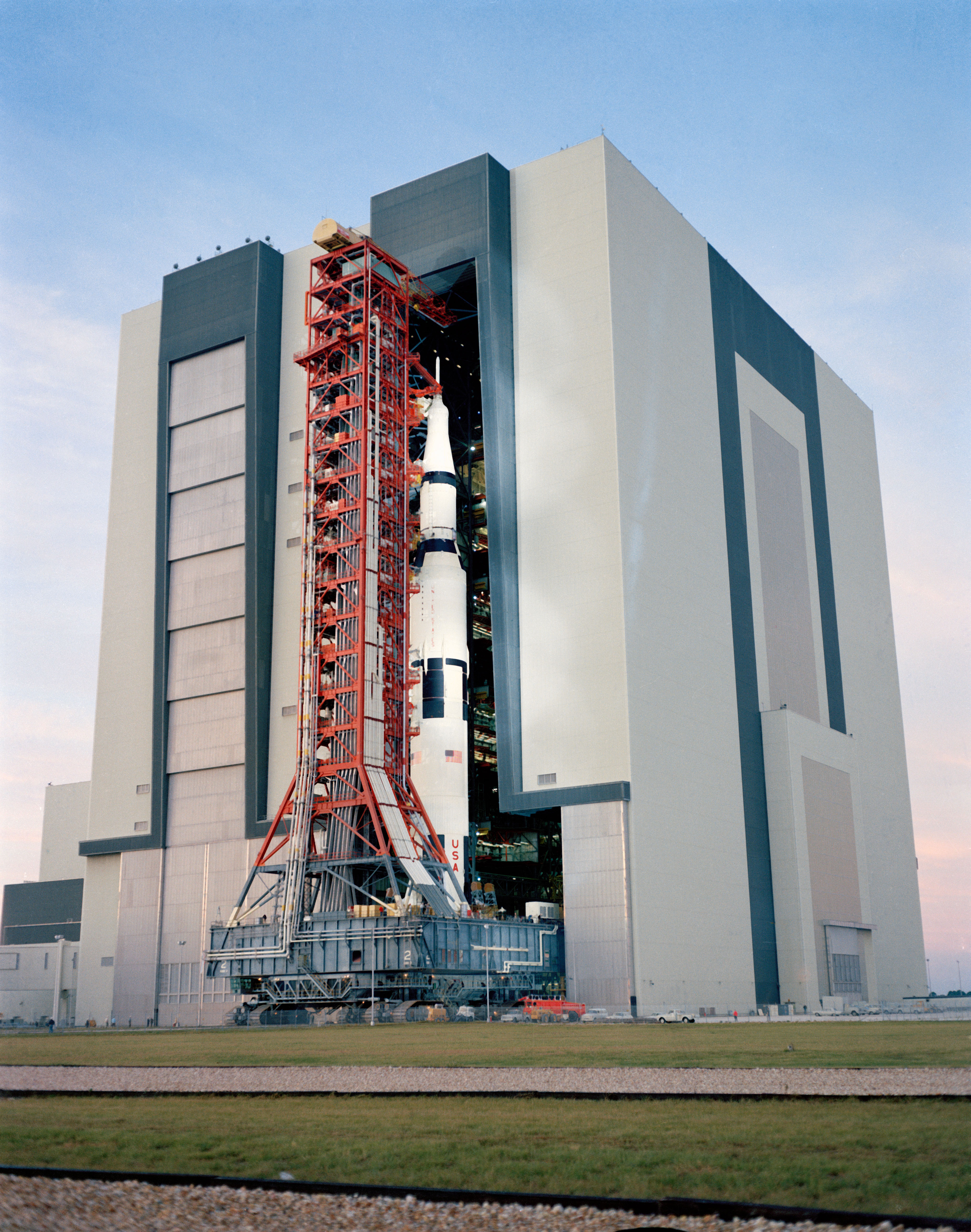
1970年11月9日，阿波罗14号的运载火箭送出航天器裝配大樓

阿波罗14号太空船主体部分包括110号指令舱、110号服务舱和八号登月舱，其中指令舱和服务舱合并成110号服务与指令舱，呼号“小鹰”（Kitty Hawk），登月舱呼号“安塔瑞斯”（Antares）。罗萨为服务与指令舱所选呼号与当年莱特兄弟首次飞行所在的北卡罗来纳州小镇同名，登月舱呼号与天蝎座恒星心宿二的英语名称相同，由米切尔选中，宇航员之后需要利用这颗恒星定位飞船着陆月球。此外，太空船还包括发射逃生系统和航天器与运载火箭适配器。
阿波罗13和14号太空船的变化比过去两次任务间要多，这不单是因为阿波罗13号发生事故，还因为阿波罗14号在月表的活动更多。阿波罗13号的事故由氧气罐爆炸引起，发射前罐内气体加热导致内部接线绝缘层受损，此前技术人员没有发现氧气温度已经高到足以破坏绝缘，恒温保护开关设计时考虑欠周到，不能适应地面测试期间施加的电压导致失效。爆炸还导致另一个氧气罐或其送气管受损，致使内部气体泄露。
为解决问题，氧气罐重新设计，恒温保护开关足以应付所需电压。服务舱的一号托架还加装第三个氧气罐，与登月舱和指令舱侧面相对，还配有能在紧急情况下防止氧气外泄、只向指令舱供氧的隔离阀。各储罐内的存量探测器由铝制升级成不锈钢。
阿波罗13号的爆炸位置是四号托架，阿波罗14号此处的电线装进不锈钢护套。燃料电池供氧阀重新设计，将聚四氟乙烯涂层的布线与氧气隔离。太空船和任务控制中心的监控系统也经修改，能更即时并显眼地发出异常情况警告。阿波罗13号事故期间，宇航员需要克服缺水少电的困境，为此阿波罗14号的指令舱加装19升应急用水，服务舱加装与登月舱上升段供电电池相同的应急电池；登月舱也经修改，能更方便地向指令舱输送电能。
登月舱下降段的推进剂贮箱加装防晃动挡板，防止燃料不足警示灯像阿波罗11和12号那样过早亮起。登月舱的结构也有调整，配合月表使用的模块化设备运输车（Modular Equipment Transporter）等设施。

### 运载火箭
发射阿波罗14号的土星5号运载火箭编号-509，与阿波罗8至13号使用的火箭类似。-509重295万零867公斤，比阿波罗13号的发射火箭重1730公斤，创下航空航天局的新纪录。
阿波罗13号发射火箭中央的J-2火箭发动机在二级阶段因纵向耦合振动提前熄火，为避免这种情况再度发生，阿波罗14号火箭中央发动机的液氧管线装有氦气储罐，还有用来切断发动机的备用装置，并在五个-2发动机上增加简化的二位推进剂控制阀。

### 阿波罗月球表面实验数据包及其他月面设备
阿波罗14号携带的阿波罗月球表面实验数据包（Apollo Lunar Surface Experiments Package）包含多种科学仪器和实验设备，如被动地震实验包（Passive Seismic Experiment）、主动地震实验包（Active Seismic Experiment）、超热离子检测器（Suprathermal Ion Detector），冷阴极电离真空计（Cold Cathode Ion Gauge）和带电粒子月球环境实验包（Charged Particle Lunar Environmental Experiment）。此外还有两个不属阿波罗月球表面实验数据包的月表实验包，分别是部署在阿波罗月球表面实验数据包附近的激光测距反射器，以及第二次月球漫步时供宇航员使用的手提式月球磁强计（Lunar Portable Magnetometer）。阿波罗12和13号都曾配备被动地震实验包和冷阴极电离真空计，阿波罗12号还配有超热离子检测器，阿波罗13号配有主动地震实验包，激光测距反射器曾在阿波罗11号配备。手提式月球磁强计虽是首次使用，但与阿波罗12号携带的设备类似。阿波罗13号的登月舱在地球大气层烧毁，携带的阿波罗月球表面实验数据包也不例外。部署阿波罗月球表面实验数据包及其他设备都是阿波罗14号的任务目标。

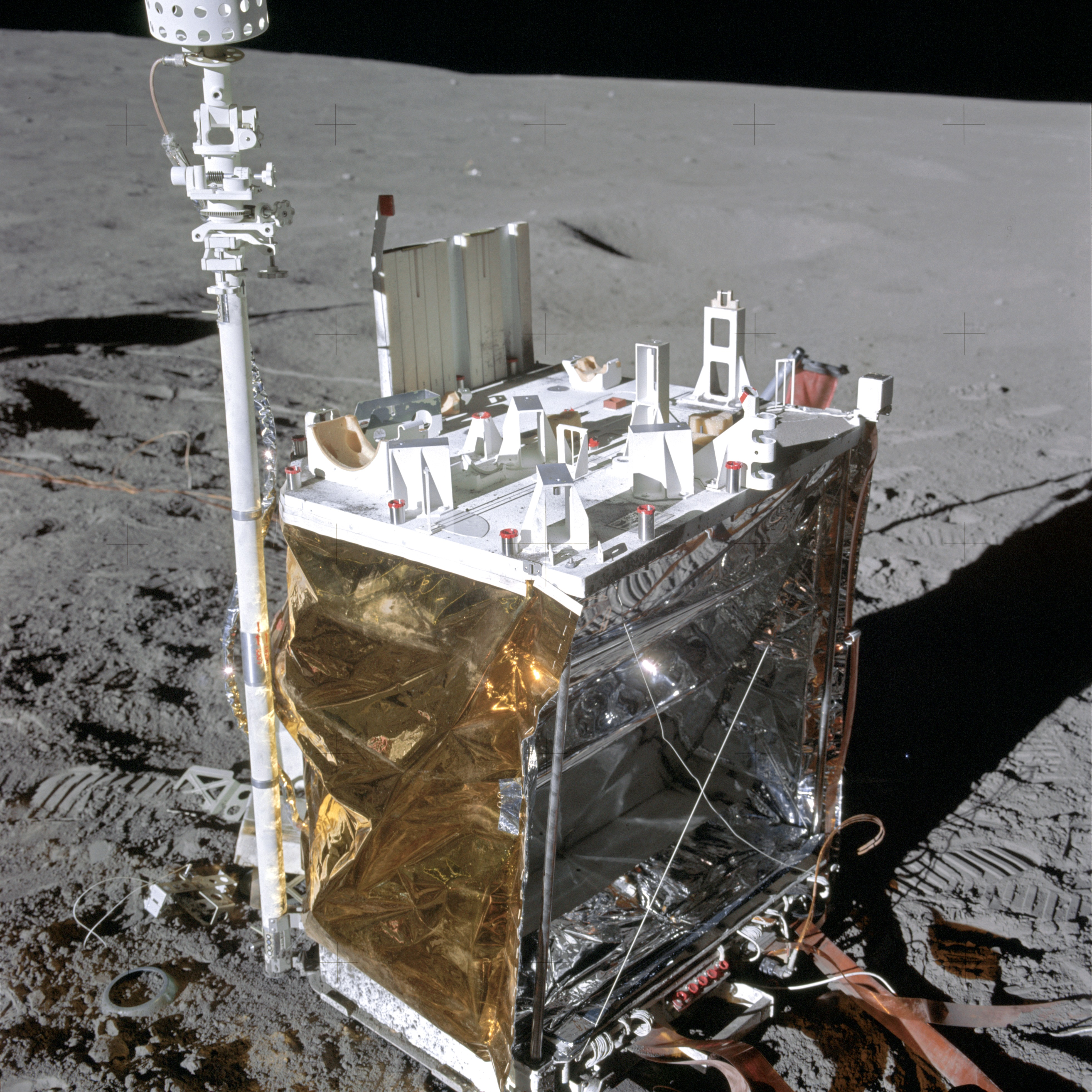
阿波罗14号月表实验数据包中心控制站部置月球的近距离照片

被动地震实验包类似阿波罗12号留在月球上的同类地震仪，用于测量月球地震活动。登月舱上升段与指令舱分离后撞击月面，这样就相当于用已知质量和速度的物体撞击月球已知方位，撞击过程就能用于校准。阿波罗14号的太空船进入绕月轨道后，第三级火箭将撞击月表，激活阿波罗12号留在月球上的仪器。两台地震仪与后来阿波罗任务留在月球不同位置的地震仪组网。
主动地震实验包分成两部分，也能测量地震波。第一部分是组员在距阿波罗月球表面实验数据包中心控制站不同方向各94米位置部署的三个地震检波器，组员部署完毕回途期间每隔4.6米就发射一枚月震炸药；第二部分是四门性能不同的迫击炮，能根据实验需要开炮撞击不同距离位置。科学家希望通过撞击产生震动波，进而提供地震波在月球岩层中传输的数据。迫击炮原计划在宇航员返回地球后发射，但为避免影响其他实验最终没有发射。后来的阿波罗16号成功部署类似实验并发射迫击炮。手提式月球磁强计是在第二次月球漫步时使用，用于测量月球不同位置的磁场。
超热离子检测器检测月表源自太阳风及其他途径的离子，与用于检测月球大氣層是否随时间推迟变化的冷阴极电离真空计合在一起。带电粒子月球环境实验包检测太阳传达到月球表面的质子和电子粒子能量。激光测距反射器充当激光束的被动目标，用于测量地球到月球的距离，确定距离会如何随时间推迟变化。时至今日，只有阿波罗11、14和15号留在月球上的激光测距反射器仍在向地球送回数据。
伙伴二级生命保障系统（Buddy Secondary Life Support System）随阿波罗14号首度飞上太空，系统由软管套件组成，一旦谢泼德或米彻尔的生命保障系统背包故障，两人可以利用伙伴二级生命保障系统共用冷却水。如果出现这种紧急情况，生命保障系统背包故障的宇航员能从备用气瓶获得氧气，伙伴二级生命保障系统则能确保他不需要用氧气降温，延长氧气净化系统使用寿命。过去任务的氧气净化系统还装有内部加热器，但因毫无必要而在阿波罗14号取消。
阿波罗14号宇航员还把人称“冈加丁”（Gunga Din）的水袋带上月球，在出舱前插入头盔内部，以便他们在月球漫步时饮水。阿波罗13号也曾携带冈加丁，但直到谢泼德和米切尔才首度在月球上使用。谢泼德是将指令长条纹太空服穿上月球的第一人，条纹呈红色，位于双臂、双腿和头盔上，如果阿波罗13号一切顺利，这份荣誉本该属于洛弗尔。这些条纹是为区分照片中身穿太空服的宇航员。

### 模块化设备运输车

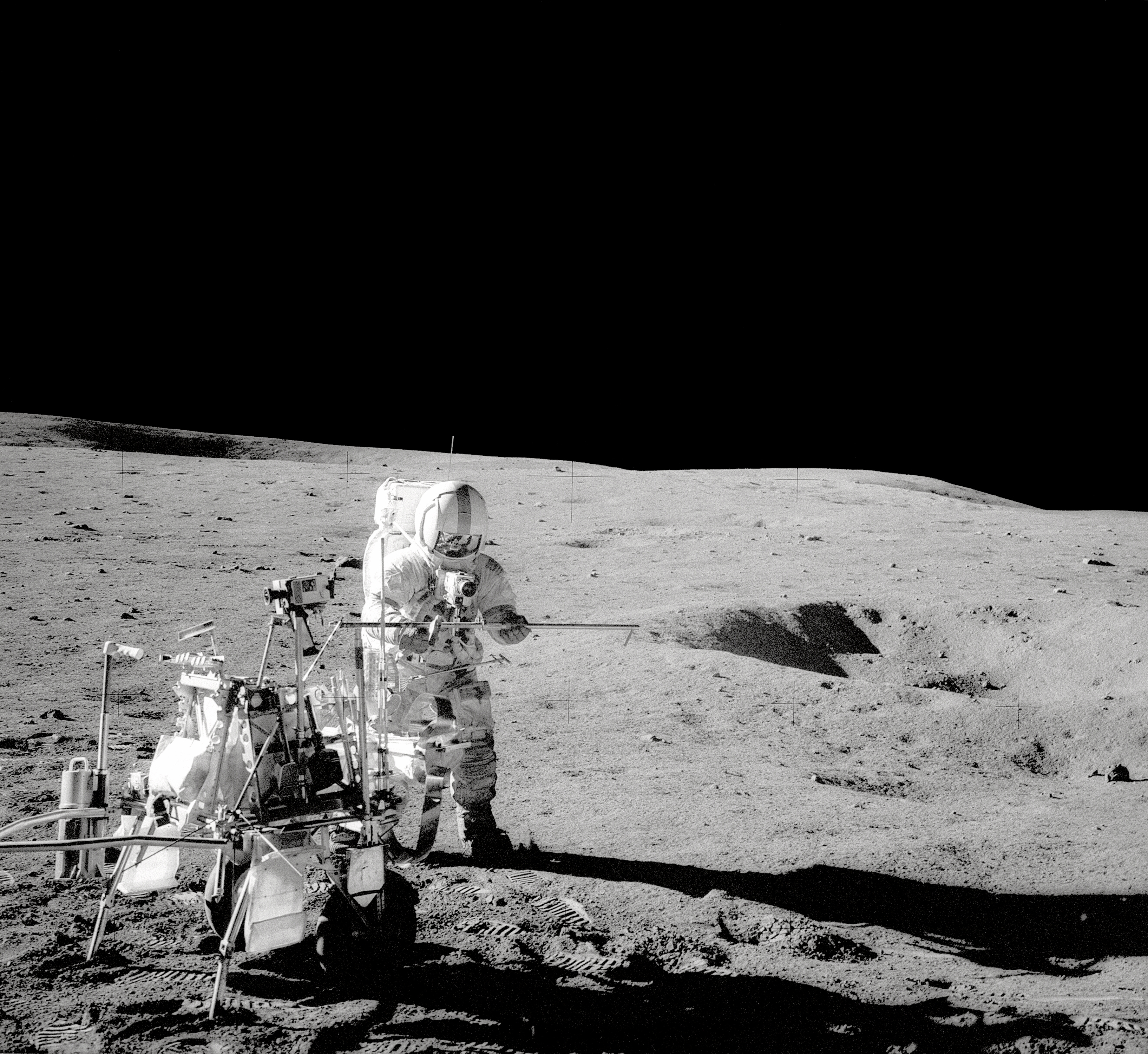
谢泼德和模块化设备运输车

模块化设备运输车是只在阿波罗14号任务使用的两轮手推车，用于方便宇航员携带工具、设施和月岩。之后的阿波罗任务改用自带动力的阿波罗月球车。
模块化设备运输车在月表打开后约长2.2米，宽99厘米，高81厘米，所配加压橡胶轮胎宽10厘米，直径41厘米的，内充氮气，气压约一万帕斯卡。这种轮胎由固特异开发，人称实验月球轮胎模型，是首次在月球使用。满载的模块化设备运输车约重75公斤。停车时，车轮和两条车腿一起形成四点支撑，稳定车辆。

## 任务重点

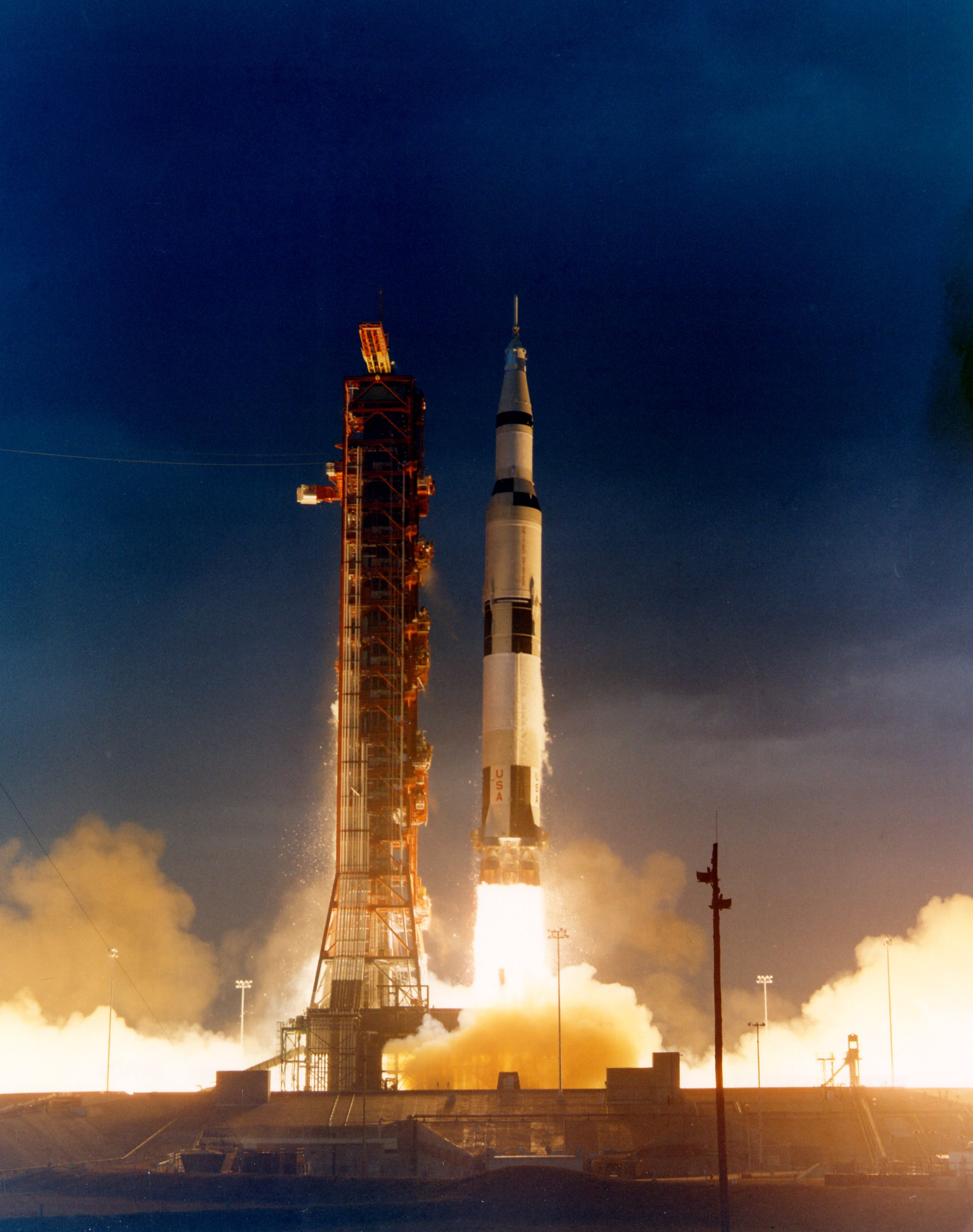
阿波罗14号升空

### 发射并飞向绕月轨道
协调世界时1971年1月31日21点03分02秒，阿波罗14号在肯尼迪航天中心39号发射台升空，发射时间因天气又推迟40分2秒，在阿波罗计划中尚属首次。此次发射把握的發射窗口略短于四小时，原订发射时间19点23分是在发射窗口刚开始的时候。如果未能把握此次发射窗口，阿波罗14号就至少要等到三月才能出发。阿波罗12号是在恶劣天气下发射并遭两次雷击，所以发射规则收紧对天气的要求。在场观看发射过程的包括美国副总统斯皮罗·阿格纽和西班牙王子、未来的西班牙国王胡安·卡洛斯一世。为弥补天气延误的时间，尽量让各项活动遵照原计划时间，阿波罗14号缩短轨道时间飞往月球。火箭发射刚过两天后，任务计时器调快40分3秒。
火箭抵达轨道后，第三级火箭关闭，宇航员在重启火箭切入地月转移轨道前检查太空船，火箭点火后开往月球。接下来服务与指令舱同第三级火箭分离，罗萨通过换位操作将舱体转向，与登月舱对接后整个太空船再同火箭分离。罗萨已经多次练习舱体转向，想要刷新最节省推进剂的对接操作纪录。但他把舱体轻靠在一起时，对接功能却不起作用。此后两小时他反复尝试，地面控制中心也发来建议。如果不能将登月舱与火箭分离，宇航员就没有办法登月，这样连续两次任务都以失败告终，阿波罗计划很可能提前结束。任务控制中心建议宇航员收回对接探头后再次尝试，希望此时两舱接触能触发闩锁。方法果然有效，不到一小时后，连接登月舱的完整太空船便同火箭分离。火箭此后撞向月球，撞击发生在任务开始刚过72小时后，阿波罗12号留下的地震仪记录超过三小时振动。
乘组设定飞船朝弗拉·毛罗高地进发。任务启动60小时30分钟后，谢泼德与米切尔进入登月舱检查设备，并拍下服务与指令舱的废水排放，这次排放是为天空实验室的颗粒污染研究做准备。太空船在地月转移段两次中途校正，第一次点火持续10.19秒，第二次0.65秒。

### 绕月轨道和下降

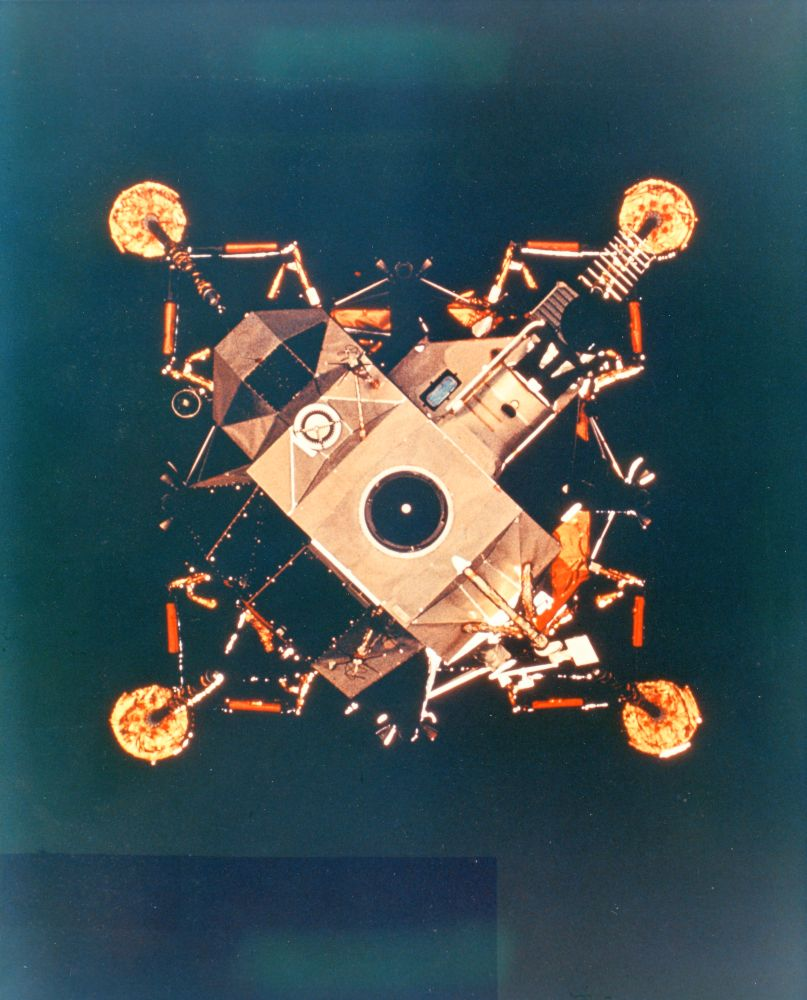
从“小鹰”号观察“安塔瑞斯”号

任务启动81小时56分41.7秒后（协调世界时2月4日6時59分43秒），服务舱的服务推进系统（Service Propulsion System）点火370.84秒，将太空船送入远月点313公里、近月点107.6公里的绕月轨道。火箭发射86小时10分52秒后的第二次点火，将太空船送到远月点108.9公里、近月点16.9公里的轨道，准备分离登月舱。阿波罗13号任务提前中止，所以阿波罗14号是服务与指令舱首次直接将登月舱推进至近月轨道。此举主要是出于登月舱要在崎岖地形着陆的安全考虑，能够增加宇航员的悬停时间。
登月舱在近月轨道与指令舱分离后出现两个严重问题。首先，登月舱计算机开始收到故障开关发出的中止信息。美国国家航空航天局认为，这可能是因为漂浮在开关和触点之间的微小焊锡球引起短路，导致登月舱计算机收到错误中止信息。即时解决方案是敲击开头旁边的面板，但仅短暂恢复工作就马上再度短路。如果下降发动机点火后问题仍未解决，计算机就会认为故障属实并启动自动中止程序，将上升段与下降段分离并把登月舱升回轨道。航空航天局和麻省理工学院的软件团体匆忙寻找解决方案。软件依靠实线连接，所以不能从地面升级。修复方法是让系统以为中止操作已经启动，进而不再响应传入的自动中止信号。宇航员接下来仍然可以驾驶登月舱，但如果真的需要中止，他们就必须手动操作。米切尔输入修复方法，距原计划的点火时间只剩几分钟。
第二个问题发生在发动机点火推动登月舱下降期间，登月雷达未能自动锁定月表，这样导航计算机就无法获取登月舱高度和垂直下降速度这些至关重要的信息。宇航员反复启动登月雷达断路器，最后设备在距月表约6700米时终于取得信号。根据任务规定，如果降至1000米登月雷达仍不起作用就必须中止任务，不过谢泼德可能会无视规则坚持登月。他借助登月雷达转动登月舱，实际着陆点与目标位置非常近，在所有阿波罗登月任务中最为精准。

### 月表作业
谢泼德踏上月表后表示：“经过漫漫长路，我们终于来了”。受通讯系统故障延误，首次月球漫步在着陆五小时后才于协调世界时1971年2月5日14点42分开始，其后大部分时间用于拆卸设备、部署阿波罗月球表面实验数据包、安插美国国旗，以及安装模块化设备运输车并装载设备。地球上能看到这些活动的电视转播，但月球漫步后期图像画质趋于恶化。米切尔部署主动地震实验包的地震检波器线路，解开并安放两条从阿波罗14号月表实验数据包中心控制站向外延伸的94米线缆，接下来发射人工月震炸药，产生的振动能让地球科学家了解月球岩层深度和成分。全部21枚引爆器有五枚未能发射。宇航员在返回登月舱途中收集并记录月岩样本，拍下取样地点照片。首次月球漫步时长四小时47分50秒。

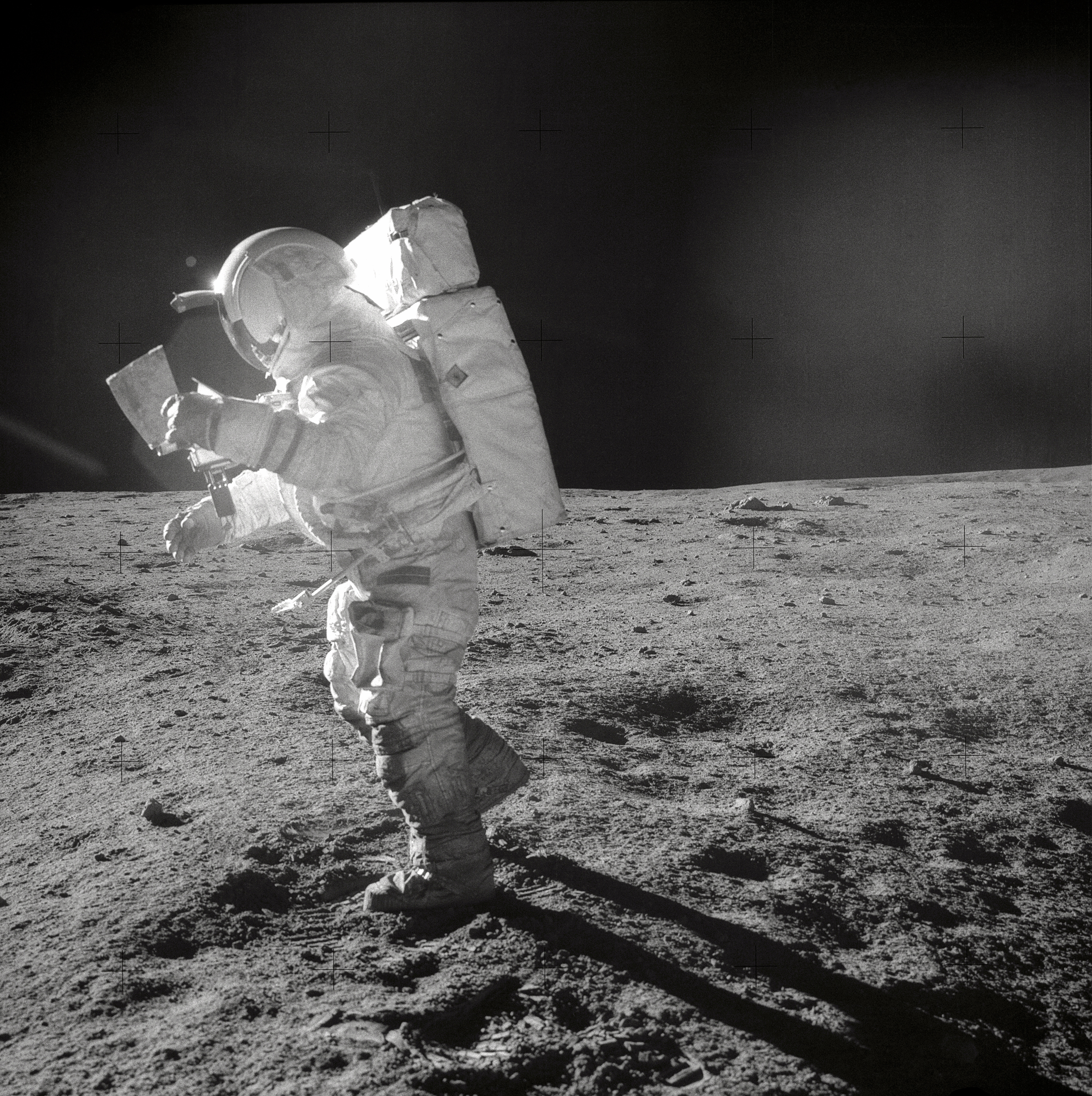
米切尔在月球上研究地图

宇航员本以为着陆点地形平坦，对实际起伏地面颇感意外，这也对第二次月球漫步造成困难。谢泼德和米切尔拖着模块化设备运输车前往圆锥环形山边缘，但两人用于导航的环形山从月表观察与地图上差异很大，这些地图是根据绕月轨道拍摄的俯瞰镜头绘制。此外，两人一直高估走出的距离。电视摄像机留在登月舱附近，所以任务控制中心和航天舱通讯员海斯对此一无所知。谢泼德和米切尔担心月球漫步时间有限，监控表明两人呼吸沉重，心跳加速。他们登上山脊，原以为这就是环形山边缘，但却看到后面还有更多的类似地形。米切尔认为环形山边缘肯定就在附近，但两人都已筋疲力尽，海斯指示他们就地收集样本开始返回登月舱。事后分析两人拍摄的照片后，科学家认定他们最近时离环形山边缘不到20米。月球勘测轨道飞行器拍摄的照片也显示两人及模块化设备运输车一度到达环形山边缘不到30米处。谢泼德和米切尔遇到的困境说明有必要提供带导航系统的月表运输工具，已计划随阿波罗15号登上月球的阿波罗月球车就能满足要求。
回到登月舱附近及电视镜头内后，谢泼德开始他计划多年的特技表演，这很可能也是阿波罗14号最为后世铭记的活动。他带来六号高尔夫铁杆头和两颗高尔夫球，在应急采样杆上安装杆头充当高尔夫球棍。因舱外活动太空服的灵活程度有限，他只能多次单手挥杆。月球的引力很小，他兴高采烈地宣称第二球飞出“好几英里远”。米切尔接下来也像擲標槍一样掷出手柄，“标枪”和其中一枚高尔夫球都落在陨石坑内，米切尔所投距离稍远。谢泼德事后在接受采访时表示，另一颗高尔夫球落在阿波罗月球表面实验数据包附近。第二次月球漫步共持续四小时34分41秒。

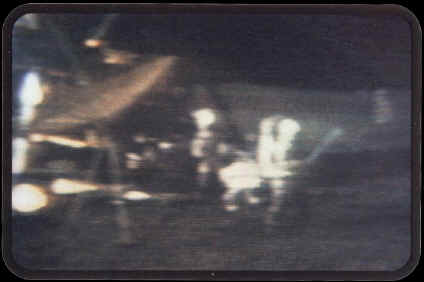
月表电视转播显示谢泼德打高尔夫球

部分地质学家很高兴宇航员能够非常接近环形山，在任务后的检疫期间就给三人送来整箱苏格兰威士忌，但后来检阅样本却对他们的热情泼下冷水。谢泼德和米切尔收集样本的记录不足，地质学家有时根本没办法分辨各样本取样位置。另据唐·威廉斯（Don Wilhelms）记载，大部分地质学家对宇航员在圆锥环形山所取样本不满意，特别是在宇航员还有时间电视转播打高尔夫球的情况下。整个任务共用哈苏相机拍摄417张照片，其中仅有16张是在环形山边缘附近，“全部十公斤月岩中有九公斤就是一块石头（14321号样本，又称大伯莎），只有六块石头重量超过50克。也就是说，除14321号样本外我们只有不到一公斤月岩，准确来说是962克，在我看来，宇航员能到达这个位置意义重大（可惜收获太少）。”地质学家李·西尔弗（Lee Silver）称：“阿波罗14号乘组态度不端正，对任务了解不够，还受到飞行前照片资料不足的影响，而且他们没有做好准备”。理查德·奥尔洛夫（Richard W. Orloff）和大卫·哈兰德（David M. Harland）的著作认为，即便阿波罗13号一切顺利，洛弗尔和海斯的着陆点更远，也不大可能到达比谢泼德和米切尔更靠近圆锥环形山的位置。

#### 阿波罗14号采集样本

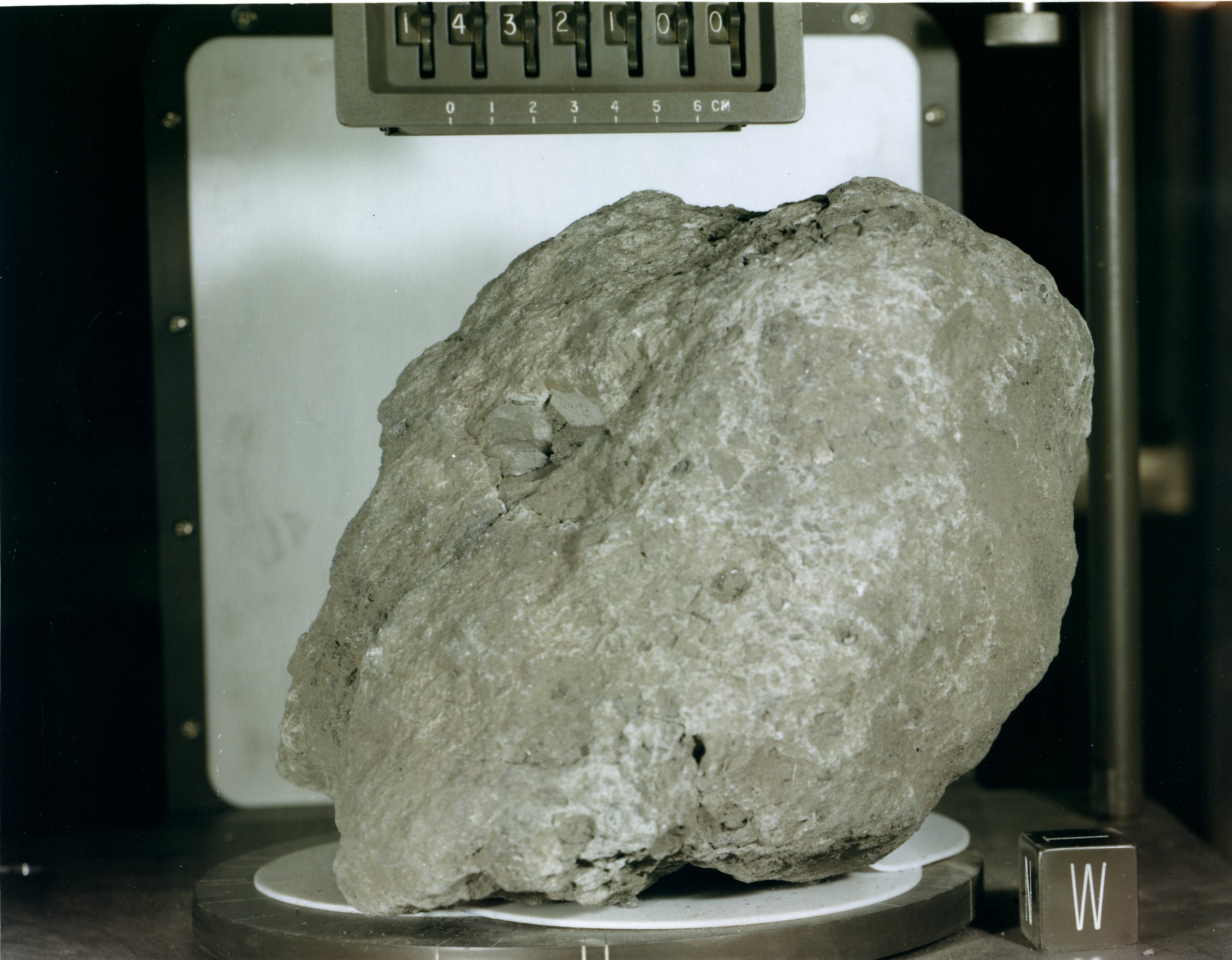
大伯莎（14321号样本）是阿波罗计划收集的第三大月岩

阿波罗14号共带回43公斤月岩，其中大部分是角砾岩，由其他年代更久远的岩石碎片组成。陨石撞击时产生的热量和压力能把岩石碎片融合，形成角砾岩。角砾岩的碎片中包含少量玄武岩。与其他任务相比，阿波罗14号取回的玄武岩大多铝含量更高，有些钾含量也更高。阿波罗计划收集的大部分月海玄武岩都是在30至38亿年前形成，但阿波罗14号的是40到43亿年前形成，比阿波罗计划所至其他月海地点发生的火山活动更加久远。
2019年1月，研究结果表明重8998克的大伯莎很可能源自撞击月球的地球陨石。大伯莎内确认存在地球上常见、但月球上非常罕见的花岗岩和石英。为确定样本年龄，科廷大學研究组检视大伯莎内部的锆石矿物碎片。研究员亚历山大·内姆钦（Alexander Nemchin）表示：“通过确定样本中锆石的年龄，我们判断主岩大约是在40亿年前形成，和地球上最古老的岩石差不多”，他还称，大伯莎中锆石的化学成份与其他月球样本差异很大，与地球上发现的锆石非常相似。这表明大伯莎很可能是已知最古老的地球岩石，而且是人类发现的第一块地球陨石。

### 绕月轨道任务

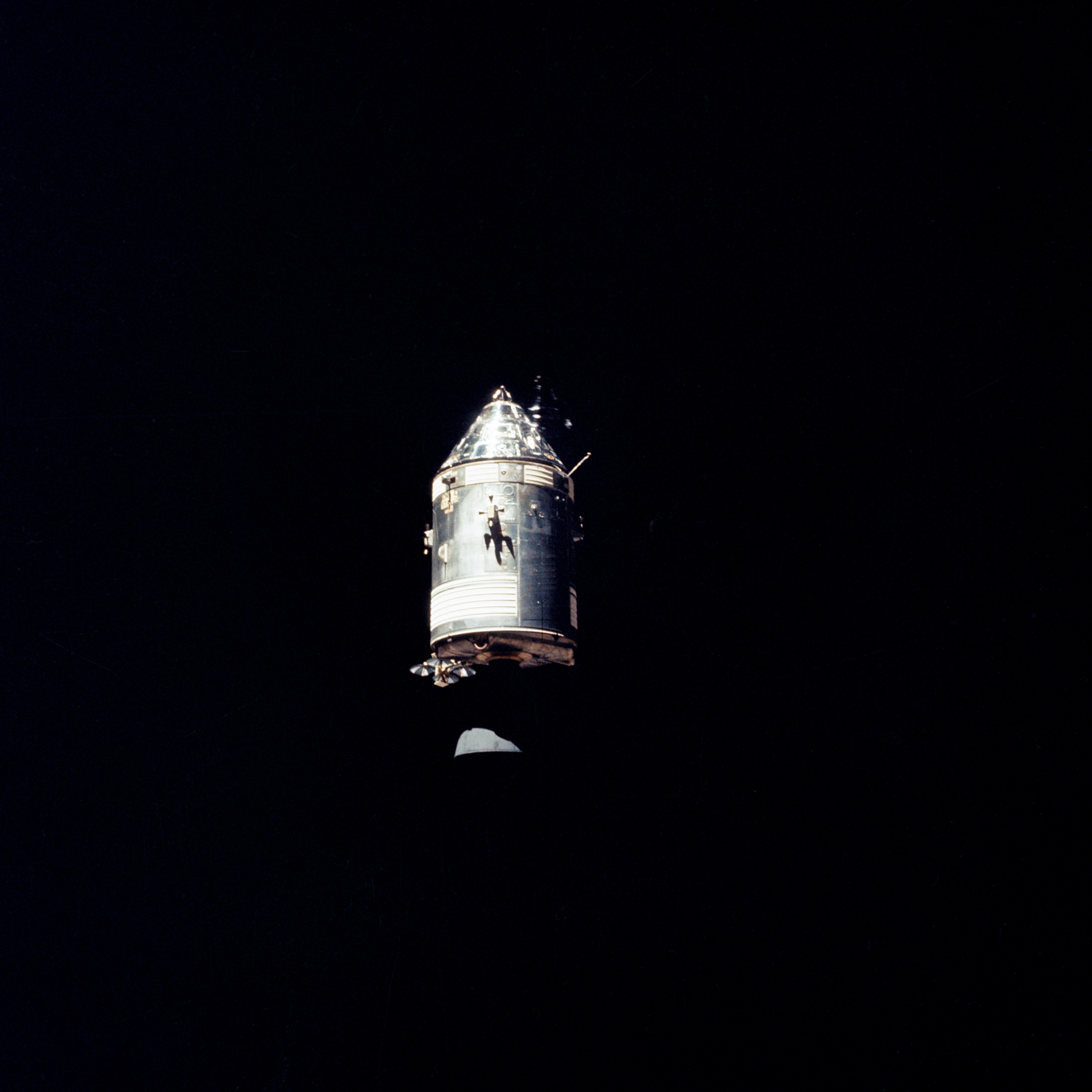
绕月轨道上的“小鹰”号

罗萨独自在“小鹰”号绕月球飞行近两天，执行人类历史上首批密集月球科学观察任务，这些任务大多原计划由阿波罗13号完成。“安塔瑞斯”号分离、指令长和登月舱驾驶员准备登月期间，罗萨在“小鹰”号启动服务推进系统，将服务与指令舱送到约110公里的轨道，随后变更轨道倾角补偿月球自转的影响。
罗萨在绕月轨道上完成拍照任务。月球地形相机本应拍摄大量月表照片，包括阿波罗16号计划着陆的笛卡尔高地，但相机快门很快发生故障，虽有休斯顿提供大量建议，但罗萨还是无法修复。约有半数拍照任务只能放弃，但罗萨还是利用哈苏相机拍下笛卡尔高地的照片并确认这里适合着陆。他还用哈苏相机拍下阿波罗13号三级火箭在兰斯伯格陨石坑附近的撞击点。任务结束后的故障排查发现，月球地形相机的快门控制电路被小块铝污染，导致快门无法停止。
罗萨在绕月飞行第17圈时看到“安塔瑞斯”号闪耀的阳光，以及登月舱在月表长长的阴影；第29圈又看到阿波罗月球表面实验数据包反射的阳光。他还拍下对日照和地球后方拉格朗日点的天文照片，验证对日照是由拉格朗日点处的尘埃对太阳光的后向散射产生的理论。他执行双基地雷达实验，还把“小鹰”号的甚高频和S波段发送器对准月球，信号反弹后可由地球接收，以便了解更多月球岩层深度的信息。

### 返回、溅落和检疫

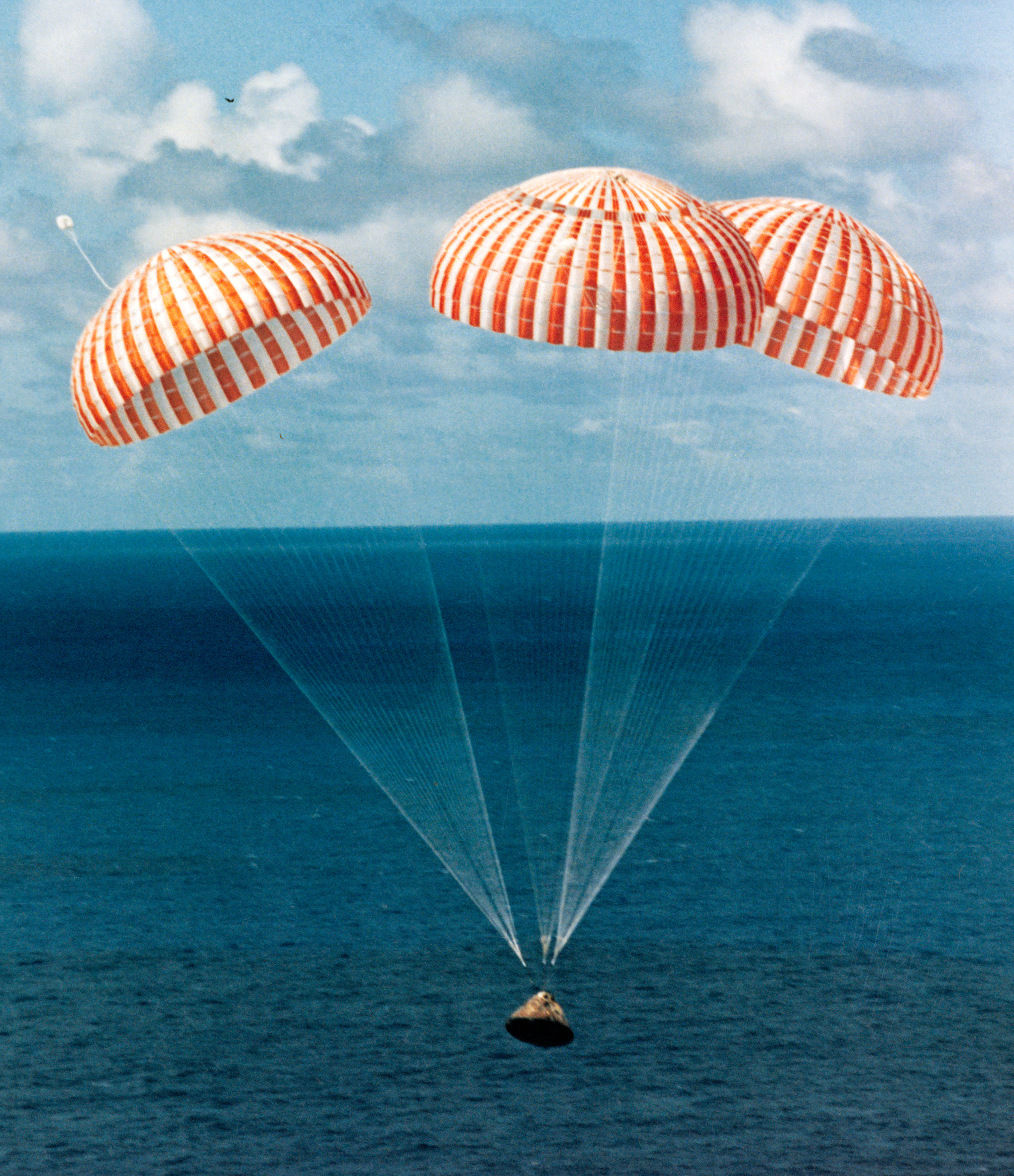
阿波罗14号降落

协调世界时1971年2月6日18点48分42秒，“安塔瑞斯”号从月表升空。起飞一小时47分钟后，登月舱在轨道第一圈与“小鹰”号对接。宇航员担心此前遇到的对接问题重现，但第一次对接就成功，只不过登月舱用于导航的中止制导系统在对接前一刻失效。人员、设施和月岩样本转移到“小鹰”号后，上升段分离并撞击月球，阿波罗12和14号留下的地震仪记下震波。
协调世界时2月7日1点39分04秒，“小鹰”号在围绕月球旋转第34圈时点火350.8秒，切入月地转移轨道。宇航员在此期间两次测试氧气系统，其中第一次用于确保氧气罐在存氧少时仍能正常工作，第二次检查氧气罐在高流量下能否正常工作，这项功能是飞行期间舱外活动必须，会在阿波罗15号及之后的任务中用到。此外，宇航员还通过导航演习模拟通讯中断后如何返回地球。所有测试和演习都顺利完成。米切尔在任务休息期间执行超感官知覺实验，尝试通过意念把带上太空船的卡片图像传达给地球上四人，航空航天局对此一无所知。他在任务结束后表示，四人中有两人在200张图片中说对51张，另外两人成绩更差，随机比率应该只有40张正确。三人在太空的最后一晚举办新闻发布会，问题已经提前交给航空航天局，此时由航天舱通讯员念给宇航员听。
协调世界时1971年2月9日21点05分，“小鹰”号指令舱在美屬薩摩亞以南约1400公里洋面溅落。打捞上新奥尔良号两栖攻击舰后，组员先飞到塔富纳的帕果帕果國際機場，接着是檀香山，再到休斯顿附近的埃灵顿空军基地（Ellington Air Force Base），所乘飞机带有流动检疫设施拖车，最后在月球物质回收和回归宇航员检疫实验所继续检疫，直到1971年2月27日获许离开。阿波罗14号组员是最后一批从月球返回后接受检疫的宇航员，也是唯一执行任务前后都经过检疫的阿波罗宇航员。
年轻时曾从事林业的罗萨将成百上千的树种带上太空，许多回到地球时已经发芽，此后作为纪念栽在世界各地，人称月球樹（Moon tree）。部分幼苗在1975和1976年赠予州林业协会，纪念美國建國二百周年。

### 任务徽章

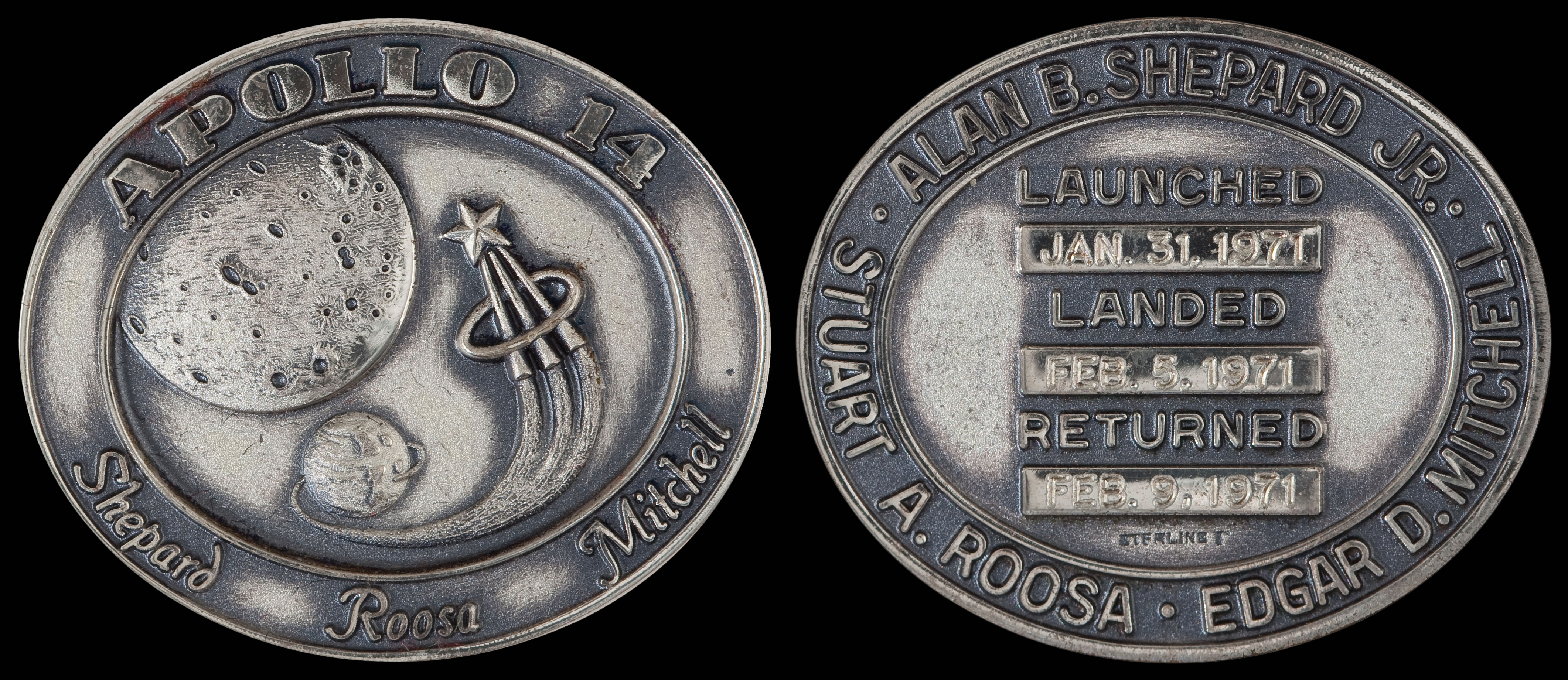
阿波罗14号太空飞行罗宾斯纪念银章

阿波罗14号的任务徽章呈椭圆形，上绘地球和月球，还有离开地球飞往月球且带慧星拖尾的宇航员徽章。边缘是金色圆环，上有任务名称和三名宇航员的姓氏。任务徽章由让·比尤（Jean Beaulieu）根据谢泼德所绘草图设计。谢泼德曾任宇航员办公室主任，徽章象征所有宇航员都通过他在精神上抵达月球。
替补乘组自行设计恶搞版任务徽章，上面的威利狼胡须灰白（代表任务期间已经47岁，创下最年长月球访客纪录的谢泼德）、大腹便便（代表体格矮胖的米切尔），一身红毛（代表红发男罗萨）。威利狼还在赶往月球的路上，但代表替补组员的嗶嗶鳥已经抵达，所携除美国国旗外还有“第一队”字样旗帜。原本阿波罗14号任务名称的位置改为（“嗶嗶”），并附替补人员姓氏。替补组员把恶搞徽章藏在太空船上，飞行期间主乘组在笔记本，“小鹰”号和“安塔瑞斯”号的储物柜，甚至模块化设备运输车内都有发现。其中一枚附在谢泼德主生命保障系统着陆月表，任务结束后，他把这枚徽章装在名牌上送给塞尔南。

## 硬件设施位置

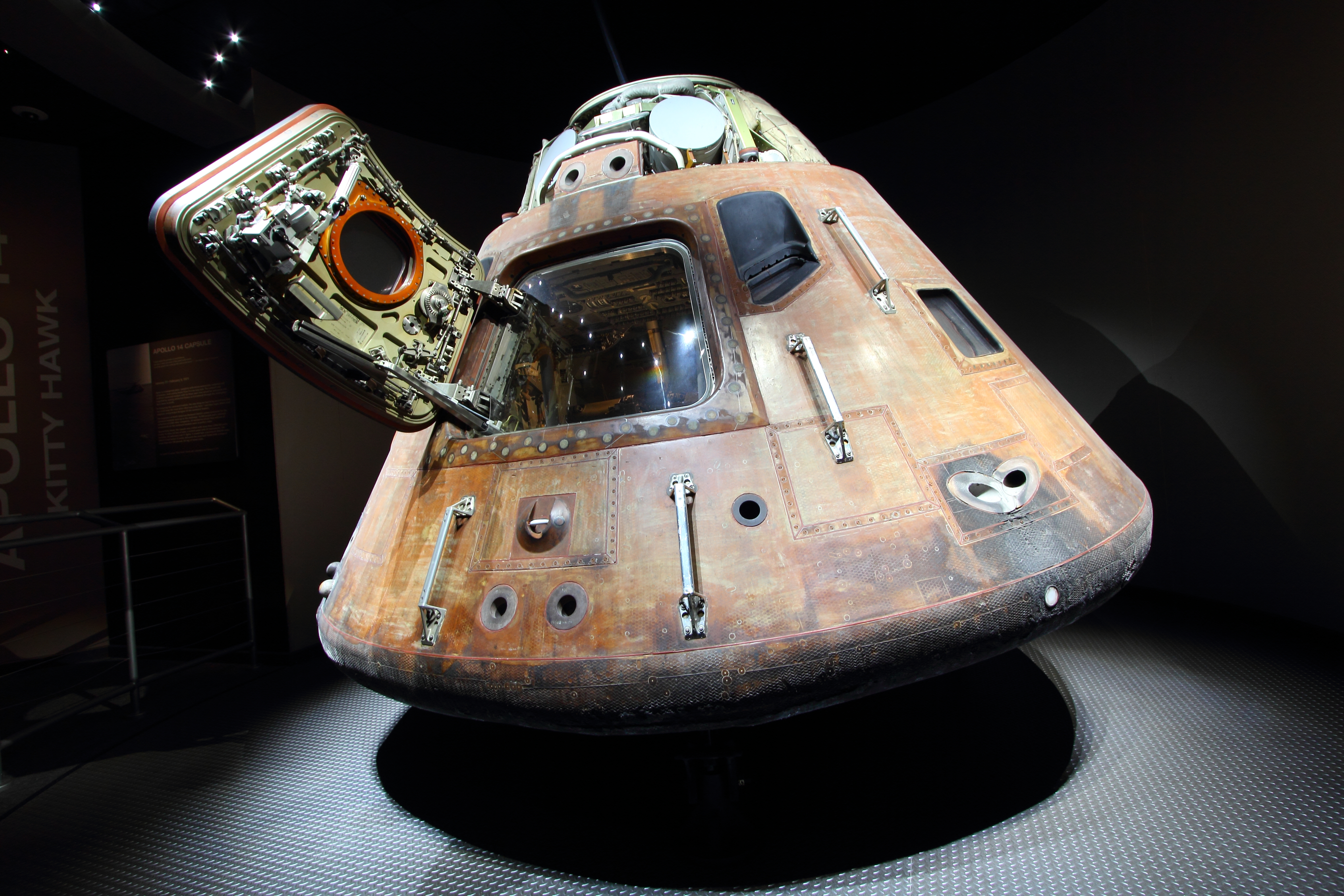
肯尼迪太空中心展示的“小鹰”号指令舱

“小鹰”号指令舱曾在佛罗里达州泰特斯维尔附近的美国宇航员名人堂（United States Astronaut Hall of Fame）展示多年，后转移到肯尼迪航天中心阿波罗与土星五号中心展出。服务舱再入地球大气层后烧毁，没有追踪和目击纪录。
第三级火箭于2月4日撞击月球，撞击点位于8°10′52″S 26°01′50″W / 8.181°S 26.0305°W。登月舱上升段于协调世界时2月7日0点45分25.7秒撞击月球，撞击点位于3°25′S 19°40′W / 3.42°S 19.67°W。“安塔瑞斯”号下降段及其他设备留在弗拉·毛罗高地，坐标3°39′S 17°28′W / 3.65°S 17.47°W。
月球勘测轨道飞行器2009年拍摄的照片于7月17日公布。从照片上看，位于弗拉·毛罗高地的设备在所有人造设施中最清晰，这主要是因为照明条件特别好。2011年，月球勘测轨道飞行器以更低高度再次经过阿波罗14号着陆点，拍摄的照片分辨率更高。

### 脚注
1. ↑  Orloff 2004.
2. 1 2  Orloff & Harland 2006，第396頁.
3. ↑  Apollo 14 Command and Service Module (CSM) & NASA Space Science Data Coordinated Archive.
4. 1 2  Apollo 14 Lunar Module /ALSEP & NASA Space Science Data Coordinated Archive
5. ↑  Press Kit，第72–73頁.
6. ↑  Chaikin 1998，第341–343, 346頁.
7. ↑  Rincon 2011.
8. ↑  1971 Year in Review: Apollo 14 and 15 & UPI.
9. 1 2 3  Orloff & Harland 2006，第394頁.
10. ↑  Shayler & Burgess 2017，第61–62頁.
11. ↑  Moseley 2011，第112–114頁.
12. ↑  Shayler & Burgess 2017，第58–59頁.
13. ↑  Press Kit，第78頁.
14. 1 2  Slayton & Cassutt 1994，第236頁.
15. ↑  Chaikin 1998，第349頁.
16. ↑  Chaikin 1998，第347–348頁.
17. ↑  Press Kit，第79–83頁.
18. ↑  Chaikin 1998，第499頁.
19. ↑  Chaikin 1998，第449–450頁.
20. ↑  Shayler & Burgess 2017，第40, 325頁.
21. ↑  Slayton & Cassutt 1994，第184頁.
22. ↑  Hersch 2009.
23. ↑  Brooks, Grimwood & Swenson 1979，第261頁.
24. ↑  Shayler & Burgess 2017，第288頁.
25. ↑  Moseley 2011，第133頁.
26. ↑  Williams 2012.
27. ↑  MSC 69-56 & NASA 1969.
28. ↑  Apollo's schedule shifted by NASA; next flight in April & The New York Times 1970，第17頁.
29. ↑  50 Years Ago: Apollo 14 and 15 Preparations & NASA.
30. ↑  Released by NASA Headquarters & NASA.
31. ↑  Chaikin 1998，第351頁.
32. 1 2  Chaikin 1998，第350頁.
33. ↑  Moseley 2011，第129頁.
34. ↑  Apollo 14 mission: Landing site & Lunar and Planetary Institute.
35. 1 2  Orloff & Harland 2006，第406頁.
36. ↑  Phinney 2015，第111–113頁.
37. ↑  Moseley 2011，第125–126頁.
38. ↑  Biographical Data & NASA 1983.
39. ↑  Press Kit，第85頁.
40. ↑  Mission Report，第B-2—B-3頁.
41. ↑  Granath 2016.
42. 1 2 3 4 5 6  Apollo 14 mission: Mission overview & Lunar and Planetary Institute
43. ↑  Mitchell 2014，第25頁.
44. ↑  Moseley 2011，第132頁.
45. ↑  Dick Lattimer & Call signs.
46. ↑  Mission Report，第A-1頁.
47. ↑  Orloff & Harland 2006，第372–375頁.
48. 1 2  Gatland 1976，第281頁.
49. ↑  Press Kit，第96–97頁.
50. ↑  Orloff & Harland 2006，第369–370頁.
51. ↑  Press Kit，第96–98頁.
52. ↑  Mission Report，第A-6, A-9頁.
53. ↑  Press Kit，第90頁.
54. 1 2  Woods, Hansen & Feist 2019.
55. ↑  Press Kit，第93頁.
56. 1 2  Press Kit，第27頁.
57. ↑  Mission Report，第A-11頁.
58. ↑  Moon‐rock project lost; equipment will burn up & The New York Times 1970，第29頁.
59. ↑  Press Kit，第27, 29, 31頁.
60. ↑  Press Kit，第31, 33頁.
61. ↑  Klemeti 2018.
62. ↑  Press Kit.
63. ↑  Press Kit，第34–35頁.
64. ↑  Press Kit，第35頁.
65. ↑  Apollo 14 mission: Science experiments—Laser Ranging Retroreflector & Lunar and Planetary Institute.
66. 1 2  Press Kit，第66頁.
67. ↑  Mission Report，第A-10頁.
68. ↑  Jones 2010.
69. ↑  Jones 2006.
70. ↑  Apollo Program Summary Report，第4-98頁.
71. 1 2  Press Kit，第68頁.
72. ↑  Celebrating 50 years of moon exploration & Goodyear 2019.
73. ↑  Woods, Hansen & Feist 2017.
74. ↑  Moseley 2011，第145–147頁.
75. ↑  Chaikin 1998，第354頁.
76. 1 2  Orloff & Harland 2006，第398頁.
77. 1 2  Orloff & Harland 2006，第399頁.
78. ↑  Adler 2019.
79. ↑  Chaikin 1998，第357–358頁.
80. ↑  Chaikin 1998，第358–359頁.
81. 1 2  Jones 1995.
82. 1 2  Apollo 14 mission: Surface operations overview & Lunar and Planetary Institute
83. 1 2 3  Orloff & Harland 2006，第400頁.
84. ↑  Jones 2017.
85. ↑  Climbing Cone Ridge—Where are we? & Apollo 14 Lunar Surface Journal.
86. ↑  Chaikin 1998，第369–377頁.
87. ↑  Lawrence 2009.
88. ↑  Shayler & Burgess 2017，第289頁.
89. 1 2  Wilhelms 1993，第254頁.
90. ↑  Chaikin 1998，第375頁.
91. ↑  Jones 2015.
92. 1 2  Orloff & Harland 2006，第401頁.
93. ↑  Chaikin 1998，第377–378頁.
94. ↑  Phinney 2015，第112頁.
95. ↑  Apollo 14 Mission Lunar Sample Overview & Lunar and Planetary Institute.
96. ↑  Bellucci et al. 2019，第173–185頁.
97. ↑  Gohd 2019.
98. ↑  Chaikin 1998，第361–364頁.
99. ↑  Mission Report，第9-19頁.
100. ↑  Moseley 2011，第159–160頁.
101. ↑  Mission Report，第9-20–9-22頁.
102. ↑  Mission Report，第14-42–14-43頁.
103. ↑  Mission Report，第9-20頁.
104. ↑  Mission Report，第4-1–4-3頁.
105. ↑  Press Kit，第8頁.
106. ↑  Orloff & Harland 2006，第401–402頁.
107. ↑  Mission Report，第12-13頁.
108. ↑  Mission Report，第1-2, 6-2頁.
109. ↑  Mission Report，第1-2, 7-3, 9-27–9-28頁.
110. ↑  Chaikin 1998，第356頁.
111. ↑  Astronaut tells of E.S.P. tests & The New York Times 1971，第22頁.
112. ↑  Moseley 2011，第166頁.
113. ↑  Wilford 1971，第1頁.
114. ↑  Crew of Apollo 14 to begin quarantine at Texas lab today & The New York Times 1971，第1頁.
115. ↑  Orloff & Harland 2006，第404頁.
116. ↑  Moseley 2011，第170–171頁.
117. ↑  Williams 2009.
118. ↑  Moseley 2011，第172頁.
119. 1 2  Lattimer 1985，第81頁.
120. ↑  Apollo 14 Emblem & National Aeronautics and Space Administration.
121. 1 2  Lotzmann & Jones 2005.
122. ↑  Location of Apollo Command Modules & Smithsonian National Air and Space Museum.
123. ↑  Orloff & Harland 2006，第403頁.
124. 1 2  Impact Sites of Apollo LM Ascent and SIVB Stages & NASA Space Science Data Coordinated Archive
125. ↑  Neal-Jones, Zubritsky & Cole 2011.

### 书籍
- Orloff, Richard W. . . NASA History Division, Office of Policy and Plans. NASA History Series (Washington, D.C.: NASA). 2004-09 [First published 2000]  [2020-10-30]. ISBN 0-16-050631-X. LCCN 00061677. NASA SP-2000-4029. （原始内容存档于2020-10-19）.
- (PDF). Washington, D.C.: National Aeronautics and Space Administration. 1971  [2020-10-30]. MSC-04112. （原始内容存档 (PDF)于2019-12-29）.
- (PDF). Washington, D.C.: National Aeronautics and Space Administration. 1971  [2020-10-30]. 71-3K. （原始内容存档 (PDF)于2020-07-26）.
- (PDF). Houston, Texas: National Aeronautics and Space Administration. 1975  [2020-10-30]. JSC-09423. （原始内容存档 (PDF)于2019-07-21）.
- Brooks, Courtney G.; Grimwood, James M.; Swenson, Loyd S. Jr.  (PDF). NASA History Series. Washington, D.C.: Scientific and Technical Information Branch, NASA. 1979  [2020-10-30]. ISBN 978-0-486-46756-6. LCCN 79001042. OCLC 4664449. NASA SP-4205. （原始内容 (PDF)存档于2021-01-05）.
- Chaikin, Andrew. . New York: Penguin Books. 1998 [1994]. ISBN 978-0-14-024146-4.
- Gatland, Kenneth.  Second. New York: MacMillan. 1976. ISBN 978-0-02-542820-1.
- Lattimer, Dick. . History-alive series 1. Foreword by James A. Michener 1st. Alachua, FL: Whispering Eagle Press. 1985  [2020-10-30]. ISBN 978-0-9611228-0-5.
- Mitchell, Edgar.  eBook. Chicago, Illinois: Chicago Review Press. 2014. ISBN 978-1-306-46317-1.
- Moseley, Willie G. . Morley, MO: Acclaim Press. 2011. ISBN 978-1-935001-76-8.
- Orloff, Richard W.; Harland, David M. . Chichester, UK: Praxis Publishing Company. 2006. ISBN 978-0-387-30043-6.
- Phinney, William C.  (PDF). Houston, Texas: National Aeronautics and Space Administration. 2015  [2020-10-30]. SP-2015-626. （原始内容存档 (PDF)于2020-07-26）.
- Shayler, David J.; Burgess, Colin. . Chichester, UK: Springer. 2017  [2020-10-30]. ISBN 978-3-319-51014-9. （原始内容存档于2021-04-17）.
- Slayton, Donald K. "Deke"; Cassutt, Michael.  1st. New York: Forge. 1994  [2020-10-30]. ISBN 978-0-312-85503-1. （原始内容存档于2021-05-03）.
- Wilhelms, Don E. . Tucson, Arizona: University of Arizona Press. 1993  [2020-10-30]. ISBN 978-0-8165-1065-8. （原始内容存档于2020-04-09）.
- Hersch, Matthew. . Air & Space/Smithsonian. 2009-07-19  [2020-10-30]. （原始内容存档于2020-08-11）.
- Klemeti, Erik. . Discover. 2018-02-12  [2020-10-31]. （原始内容存档于2020-07-25）.
- Bellucci, J.J.; Nemchin, A.A.; Grange, M.; Robinson, K.L.; Collins, G.; Whitehouse, M.J.; Snape, J.F.; Norman, M.D.; Kring, D.A. . Earth and Planetary Science Letters. 2019, 510: 173–185. doi:10.1016/j.epsl.2019.01.010. hdl:10044/1/69314.

### 网页
- . NASA Space Science Data Coordinated Archive.   [2020-10-30]. （原始内容存档于2020-10-20）.
- . NASA Space Science Data Coordinated Archive.   [2020-10-30]. （原始内容存档于2020-10-19）.
- Rincon, Paul. . BBC News (London). 2011-02-03  [2020-10-30]. （原始内容存档于2020-06-30）.
- . UPI.com. United Press International. 1971  [2020-10-30]. （原始内容存档于2020-10-28）.
- Williams, Mike. . Rice University Office of Public Affairs. 2012-09-13  [2020-10-30]. （原始内容存档于2020-08-17）.
- (PDF) (新闻稿). National Aeronautics and Space Administration. 1969-08-06. （原始内容存档 (PDF)于2020-07-26）.
- . The New York Times. 1970-01-09: 17. （原始内容存档于2020-07-23）.
- . National Aeronautics and Space Administration. 2020-05-08  [2020-10-31]. （原始内容存档于2020-10-22）.
- (PDF) (新闻稿). National Aeronautics and Space Administration. 1970-06-30. （原始内容存档 (PDF)于2020-07-26）.
- . Lunar and Planetary Institute.   [2020-10-31]. （原始内容存档于2017-06-17）.
- (PDF). Lyndon B. Johnson Space Center. Houston, Texas: National Aeronautics and Space Administration. 1983-01  [2020-10-31]. （原始内容存档 (PDF)于2020-08-17）.
- Granath, Bob. . National Aeronautics and Space Administration. 2016-02-05  [2020-10-31]. （原始内容存档于2016-10-24）.
- . Lunar and Planetary Institute.   [2020-10-31]. （原始内容存档于2017-09-06）.
- Dick Lattimer. . National Aeronautics and Space Administration.   [2020-10-31]. （原始内容存档于2020-02-28）.
- . The New York Times. 1970-04-15: 29  [2020-10-31]. （原始内容存档于2020-07-26）.
- Woods, W. David; Hansen, Ronald; Feist, Ben. . Apollo Lunar Flight Journal. 2019-06-05  [2019-07-21]. （原始内容存档于2019-07-21）.
- . Lunar and Planetary Institute.   [2020-10-31]. （原始内容存档于2017-05-13）.
- Jones, Eric M. . Apollo Lunar Surface Journal. National Aeronautics and Space Administration. 2010-03-03  [2020-10-31]. （原始内容存档于2019-07-21）.
- . The New York Times. 1971-06-22: 22  [2020-10-31]. （原始内容存档于2020-09-27）.
- Neal-Jones, Nancy; Zubritsky, Elizabeth; Cole, Steve. Garner, Robert , 编. . National Aeronautics and Space Administration. 2011-09-06  [2020-10-31]. Goddard Release No. 11-058 (co-issued as NASA HQ Release No. 11-289). （原始内容存档于2020-09-20）.
- Wilford, John Noble. . The New York Times. 1971-02-10: 1  [2020-10-31]. （原始内容存档于2021-04-17）.
- Williams, David R. . Goddard Space Flight Center. National Aeronautics and Space Administration. 2009-07-28  [2020-10-31]. （原始内容存档于2020-10-19）.
- Jones, Eric M. . Apollo Lunar Surface Journal. National Aeronautics and Space Administration. 2006-02-20  [2020-10-31]. （原始内容存档于2020-09-02）.
- . Goodyear. 2019-07-15  [2020-09-21]. （原始内容存档于2020-09-21）.
- Woods, W. David; Hansen, Ronald; Feist, Ben. . Apollo Lunar Flight Journal. 2017-02-17  [2019-07-21]. （原始内容存档于2019-07-21）.
- Adler, Doug. . Astronomy (Kalmbach Media). 2019-06-21  [2020-10-31]. （原始内容存档于2020-08-13）.
- Lotzmann, Ulrich; Jones, Eric M. (编). . Apollo 14 Lunar Surface Journal. National Aeronautics and Space Administration. 2005  [2020-10-31]. （原始内容存档于2019-07-21）.
- Jones, Eric M. (编). . Apollo 14 Lunar Surface Journal. National Aeronautics and Space Administration. 1995  [2020-10-31]. （原始内容存档于2019-07-21）.
- . Lunar and Planetary Institute.   [2020-10-31]. （原始内容存档于2018-12-05）.
- Jones, Eric M. (编). . Apollo 14 Lunar Surface Journal. National Aeronautics and Space Administration. 2017-07-03  [2020-10-31]. （原始内容存档于2019-07-21）.
- . The New York Times. 1971-02-12: 1  [2020-10-31]. （原始内容存档于2021-04-17）.
- Gohd, Chelsea. . Astronomy (Kalmbach Media). 2019-01-29  [2020-10-31]. （原始内容存档于2020-01-19）.
- Jones, Eric M. (编). . Apollo 14 Lunar Surface Journal. National Aeronautics and Space Administration. 2017-09-29  [2020-10-31]. （原始内容存档于2019-07-21）.
- Lawrence, Samuel. . Lunar Reconnaissance Orbiter Camera. Tempe, Arizona: Arizona State University. 2009-08-19  [2020-10-31]. （原始内容存档于2020-02-20）.
- Jones, Eric M. (编). . Apollo 14 Lunar Surface Journal. National Aeronautics and Space Administration. 2015-12-17  [2020-10-31]. （原始内容存档于2019-07-21）.
- . Lunar and Planetary Institute.   [2020-10-31]. （原始内容存档于2017-09-24）.
- . Smithsonian National Air and Space Museum.   [2020-10-31]. （原始内容存档于2020-10-24）.
- . NASA Space Science Data Coordinated Archive.   [2020-10-31]. （原始内容存档于2020-10-19）.
- . National Aeronautics and Space Administration.   [2020-10-31]. （原始内容存档于2020-06-30）.

## 图库
- 阿波罗14号宇航员艾德加·米切尔踏上月球
- 谢泼德和米切尔在月面立起美国国旗

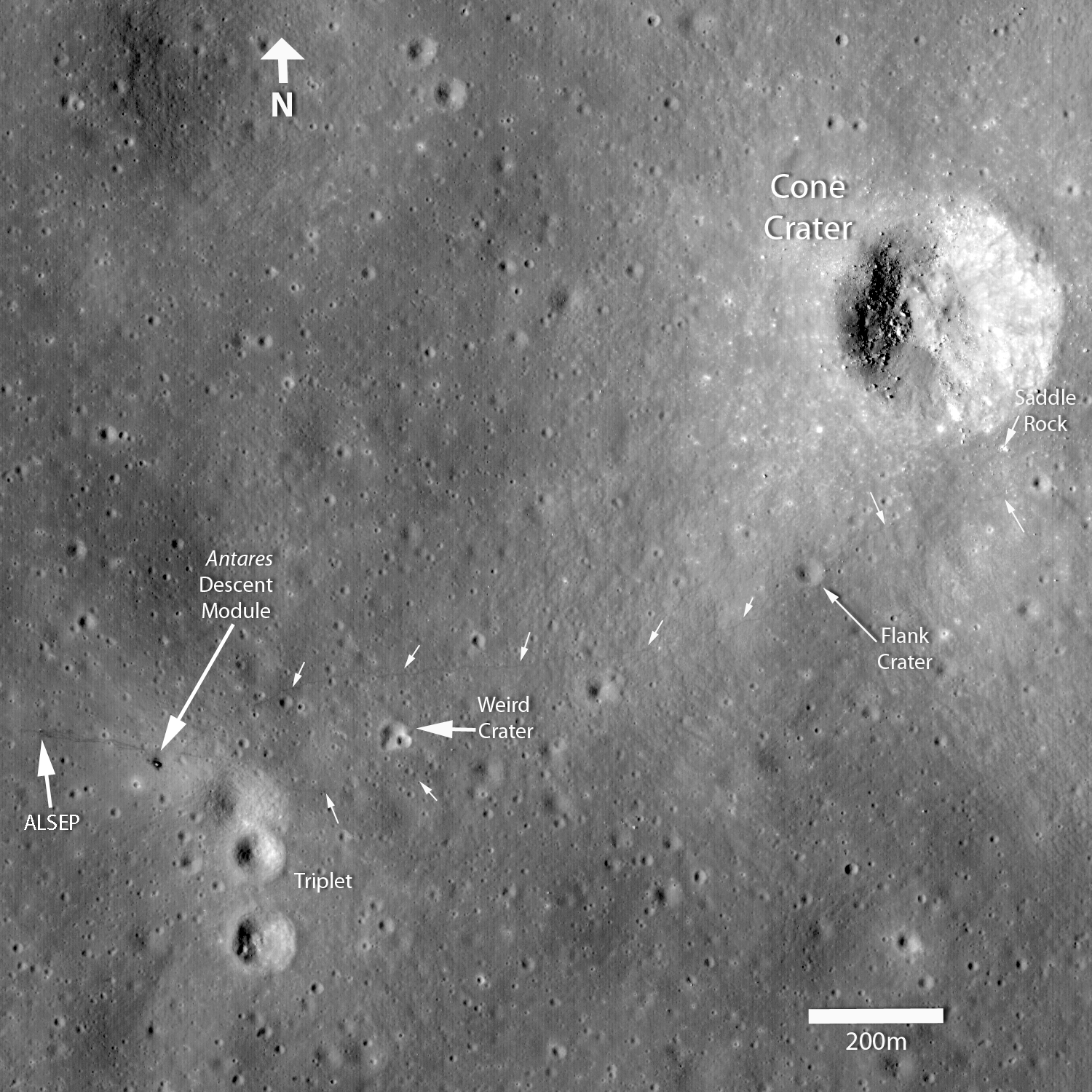
月球勘测轨道飞行器拍摄的阿波罗14号着陆点照片